# Donrichardsia macroneuron
Espèce
Synonymes
- Eurhynchium macroneuron (Grout) Crum[2]
- Hygroamblystegium macroneuron Grout[2]

Statut de conservation UICN

 VU D2 : Vulnérable
Donrichardsia macroneuron est une espèce de plantes de la famille des Amblystegiaceae.

## Publication originale
- Fieldiana: Botany, New Series 1: 7. 1979.